# Lemponye Tshireletso
Lemponye Tshireletso (Francistown, 21 settembre 1984) è un calciatore botswano, attaccante del Township Rollers.

## Carriera
Ha esordito con la Nazionale nel 2011.